# ناتالي شيرلي
ناتالي شيرلي (بالإنجليزية: Natalie Shirley)‏ هي محامية أمريكية، ولدت في 1957.